# Taxidermia
«Taxidermia» (укр. Таксидермія) — угорський сюрреалістичний комедійно-драматичний фільм жахів 2006 року, режисером та співавтором якого є Дьєрдь Пальфі. Міжнародне копродукція Угорщини, Австрії та Франції, фільм представляє метафоричний соціально-політичний переказ історії Угорщини від Другої світової війни до наших днів.
Сюжет фільму проходить крізь три покоління угорців: військовика Другої світової, спортивного їдця (Competitive eating) часів холодної війни й таксидерміста початку XXI століття. Фільм має елементи чорної комедії та боді-горору.

## У ролях
- Чаба Цене (Csaba Czene) — Вендель Морошгованьї (Vendel Morosgoványi)
- Дердей Трочаньї (Gergely Trócsányi) — Кальман Балатонь (Kálmán Balatony)
- Пірошка Мольнар (Piroska Molnár) — Гадьнадине (Hadnagyné)
- Адель Штанцель (Adél Stanczel) — Ґізі Ацель (Gizi Aczél)
- Марк Бішоф (Marc Bischoff) — Лайошка Балатонь (Lajoska Balatony)
- Іштван Дьюріца (István Gyuricza) — Гаднадь (Hadnagy)
- Габор Мате (Gábor Máté) — Ерег Балатонь Кальман (Öreg Balatony Kálmán)
- Зольтан Коппані (Zoltán Koppány) — Місленьї Бела (Miszlényi Béla)
- Ервін Ледер (Erwin Leder) — Кріштіян (Krisztián)
- Ева Кюлі (Éva Kuli) — Леона (Leóna)
- Лайош Парть Надь (Lajos Parti Nagy) — Деднадьпапа (Dédnagypapa)
- Аттіла Лерінці (Attila Lőrinczy) — Пап (Pap)
- Міхай Пальфі (Mihály Pálfi) — Баба (Baba)

## Виробництво
Фільм є продуктом співпраці Угорщини, Австрії та Франції. В основі сюжету – оповідання Лайоша Партя Надя.
У фільмі використано музику електронника Амона Тобін. У фінальних титрах звучить гурт «Hollywoodoo».
«Taxidermia» була показана у рамках секції «Особливий погляд» Каннського кінофестивалю 2006. У вузький прокат США фільм вийшов 14 серпня 2009 (через 3 роки після виходу) і зібрав $11,408.